# كلود برنارد (كاتب)
كلود برنارد (بالفرنسية: Claude Bernard)‏ هو كاهن كاثوليكي وكاتب فرنسي، ولد في 26 ديسمبر 1588 في ديجون في فرنسا، وتوفي في 23 مارس 1641 في باريس في فرنسا.